# Падерно (Тревизо)
Падерно је насеље у Италији у округу Тревизо, региону Венето.
Према процени из 2011. у насељу је живело 765 становника. Насеље се налази на надморској висини од 289 м.